# Chór Kameralny „Collegium Musicum” Uniwersytetu Warszawskiego
Chór Kameralny „Collegium Musicum” Uniwersytetu Warszawskiego – akademickie stowarzyszenie muzyczne, otwarte dla wszystkich osób związanych z Uniwersytetem Warszawskim.

## Historia
Chór kameralny „Collegium Musicum” Uniwersytetu Warszawskiego powstał w sezonie 1994/95 z inicjatywy najstarszych stażem chórzystów Chóru Akademickiego UW (pod obecną nazwą działa od 1997 r.). Dyrygentem „Collegium Musicum” od początku jego istnienia jest Andrzej Borzym; w sezonie 1997/98 z zespołem pracował Borys Somerschaf, zaś od 2001 r. współpracuje także z Andrzejem Borzymem juniorem.

## Nagrania
Zespół nagrał płyty:
- Piłem w Spale ... I co dalej: Artur Andrus i goście DVD i CD (2013)
- Johann Adolf Hasse – Miserere (2010 r.)
- Szymon Kuran – Requiem, Post mortem, Um nóttina (2007)
- Kolędy (2004)
- Haendel, Charpentier, Bach – dzieła wokalno-instrumentalne (2003)
- Aus dem Himmelreich des Barock – muzyka barokowa południowych Niemiec – rejestracja koncertu w Stuttgarcie (2003)
- Piosenki Starszych Panów (2002)
- Balladyna – opera radiowa – wydana przez Polskie Radio BIS (2000)
- W dzień Bożego Narodzenia – z Michałem Bajorem i Katarzyną Groniec (1999)
- Muzyka w epoce Wazów (1999)